# Bertil Lövgren
Bertil Lövgren, född 27 augusti 1939, är en svensk jazztrumpetare och kompositör. 
Bertil spelade bland annat i Radiojazzgruppen, George Russel Sextet, Jazz Incorporated, Bernt Rosengrens storband, Rune Carlssons storband, med flera. 
År 1987 släppte han sitt första album i eget namn, First Time, där bland andra Göran Lindberg, Krister Andersson, Leif Wennerström, Nils Sandström och Lars Olofsson medverkade. First Time belönades med Orkesterjournalens pris Gyllene skivan för årets bästa svenska jazzutgåva.
År 1998 släppte han sin andra skiva, 4-5-6, där bland annat Åke Johansson, Ove Ingemarsson och Bengt Stark medverkade.

## Priser och utmärkelser
- 1984 – Jan Johansson-stipendiet
- 1987 – Gyllene skivan för First Time
- 1994 – Christer Boustedt-stipendiet
- 2010 – Bert Levins stiftelse för jazzmusik
- 2017 - Musikerförbundets pris Studioräven[1]

## Diskografi (urval)
- 1962 – Bertil Lövgren & Bo Wärmell: Blue Train
- 1965 – George Russell Sextet: At Beethoven Hall
- 1970 – Jan Allan: Jan Allan -70
- 1971 – George Russell: The Essence of George Russell
- 1977 – Bernt Rosengren: First Moves
- 1979 – Cornelis Vreeswijk: Jazz Incorporated
- 1980 – Bernt Rosengren: with Horace Parlan & Doug Raney
- 1980 – Jazz Incorporated: Live at Fasching (Gyllene skivan 1980)
- 1982 – Jazz Incorporated: Walkin' On
- 1986 – Krister Andersson: Krister Andersson & Friends (Gyllene skivan 1986)
- 1987 – Bertil Lövgren: First Time (Gyllene skivan 1987)
- 1998 – Bertil Lövgren: 4-5-6
- 2005 – Rune Carlsson: Tributes